# 高森城 (肥後国)
高森城（たかもりじょう）は、熊本県阿蘇郡高森町にあった中世の日本の城。

## 概要
熊本県阿蘇郡高森町高森字城山に位置し、阿蘇二十四城の1つとされた。高森城は肥後、豊後、日向の国境を押さえる要衝に位置し、戦国時代を生き抜いた阿蘇大宮司家最後の城となった。城地の後方には千人隠れの岩屋と呼ばれる窪地があり、間道は村落へ通じる。
室町時代から安土桃山時代を通じ、阿蘇氏の一門で南郷七家の筆頭である高森氏が一帯を治めていた。
薩摩島津氏から数度の侵攻を受け、天正14年（1586年）、ついに城主高森惟居が切腹し高森城は落城、肥後全土が平定された。城主が切腹した場所は現在も高森殿杉として清栄山に残っている。
また、落城の際に高森惟居の娘・柏姫が島津氏の家臣に斬られたと伝わる。なお、柏姫の墓は高森町の西郊にあり、柏塚と呼んでいる。
城地の詳細については確定しておらず、清栄山付近、標高約840mの迫地に立地していたと推測される。国道沿いの石碑のある場所は城跡ではない。

## 高森殿の杉
高森殿の杉（たかもりどんのすぎ）は、戦国末期、薩摩島津氏の侵攻を受けて落城した高森城主の高森伊予守惟居と、側近の三森兵庫能因の自刃の地として伝えられている。高森城主主従のもともとの墓所である。

### 経路
国道から分れて清栄山・黒岩峠につながる道に入る。最初のうちは両側を林に囲まれているが、しばらく行くと放牧場があり、左右に開ける。
その道路から見て、右手の方の牧場の中にこんもりとした杉山・森が見えてくる。
この森の中に、2本の杉の大樹が混じっている。
大きく3本に枝分かれし、横幅が10mもある大杉が、樹齢400 - 1000年以上（未確認）と言われている高森殿の杉である。